# 王诗龄
王诗龄（2009年10月13日—），中国童星，为导演王岳伦与主持人李湘之女。2013年10月，其与父亲共同成为湖南卫视亲子节目《爸爸去哪儿1》的常驻参演者，由此广为大众知晓。

## 生平

### 出生与姓名
2009年10月13日21时25分（UTC+8），李湘于北京协和医院诞下女儿。由于其姓名并未对外公开，因此引发大批网民自发为其取名，当中以“王湘岳”“王爱湘”“王湘伦”等同时包含父母双方姓名的名字的呼声为高；此外，也有网站举办了类似的活动。
19日，王岳伦参与湖南卫视《快乐大本营》节目的录影，之后有观看了节目录影过程的民众指王在录影期间透露其女儿姓名为“王诗龄”。王岳伦则在接受《法制晚报》采访时确认了有关事宜，指该姓名是由其本人、父母与李湘共同商定，寓意为“希望女儿的人生充满了诗情画意”；至于其昵称“恬恬”，则是因其“睡觉的样子很恬静”，故名。
在2009年11月7日播映的《快乐大本营》节目中，快乐家族对李湘进行了视频采访，后者在这过程中首次公开了王诗龄的照片。

### 演艺经历
2011年12月，王诗龄拍摄了其代言的第一个广告项目，代言商为一间乳制品制造商。
2013年9月，湖南卫视陆续释出该台计划于当年第四季度启播的亲子节目《爸爸去哪儿》的参演者名单，王诗龄与其父亲王岳伦皆在列。10月8日，其出席了该节目的启播礼，并被传媒视为该节目情商最高的儿童参演者。而在该节目于当月11日启播后，其随即以开朗可爱、独立性强、懂事大方的形象赢得大批公众的关注，同时亦被传媒认为是继承了李湘的领导力。之后，其与该节目其他参演者又分别于当月12日、28日一同参与了湖南卫视《天天向上》《快乐大本营》等节目的录影。12月9-13日，其参与了《爸爸去哪儿大电影》的拍摄工作。16日，与父母共同出席电影《巴啦啦小魔仙之魔法的考验》的发布会，并担任该片的宣传大使，随后演唱了该片的主题曲《巴啦啦小魔仙》，并出演其音乐视频。31日，参演李云迪于北京工人体育馆举办的“李云迪2014工体新年音乐会”。
2014年1月7日，王诗龄出席了《爸爸去哪儿》电影版于北京举办的发布会，而该片于当月31日上映。15日，其与田雨橙、田亮等人参加了《爸爸去哪儿2》海选启动仪式；同日，其参与演唱的《爸爸去哪儿大电影》主题曲《宝贝去哪儿》发布。23日，其与《爸爸去哪儿1》各参演者共同参演2014年湖南卫视春节联欢晚会，并与李谷一共同担任其中一段互动环节的主持人。1月31日及2月1日，其与父母共同参演了深圳卫视《年代秀》节目的春节特备节目。2月底至3月初，其与父母共同观赏了2014年秋冬季巴黎时装周，这亦令王诗龄成为第一位出席国际时装周的中国童星。5月19日晚间（UTC-5），其于纽约公共图书馆参与了Ralph Lauren 2014“Children Fashion Show”，并在走秀尾声与拉尔夫·劳伦一同上场谢幕，是为其首次参与T台走秀；随后，其在纽约注册了以其英文名命名的时装厂牌“Angela Wang”。6月底，其出现在电影《澳门风云2》的主演名单中，与张家辉共同饰演一对父女。7月初，其与田雨橙、黄忆慈、陆雨萱及曹华恩一同成为剧集《不一样的美男子》新设立的“小雨晨”角色的备选扮演者，但最终未能入选。8月17日，其与李湘共同参演了北京卫视亲子互动节目《妈妈听我说》。10月2日，随《爸爸的假期》剧组共同出席第19届釜山国际电影节开幕礼。11月27日，出席《澳门风云2》于北京举办的新闻发布会。
2015年2月8日、10日，王诗龄接连出席了其主演的电影《澳门风云2》及《爸爸的假期》的首映礼，该两片均于当月19日上映，而其在前者饰演其自身，在后者饰演“初一”一角。3月1日（UTC+1），其与李湘共同观赏了2015年秋冬季米兰时装周。3月底，其被王晶选为后者新作《小鬼当家》的女主角，并将与吴镇宇饰演一对父女。5月29日，以任务派发者身份出演浙江卫视竞技节目《奔跑吧兄弟2》。6月24日，其与李湘、何炅共同为后者导演的电影《栀子花开》演唱的推广曲《栀子花开》发布。7月12日，其出席了电影《宝贝当家》（原《小鬼当家》）的开机礼。12月13日，与父母一同参演江苏卫视儿童厨艺节目《加油小当家》。
2016年2月8日，王诗龄参演的电影《澳门风云3》上映，仍出演“初一”一角。同日，其参演了江苏卫视2016年春节联欢晚会。7月17日，于北京出席其主演的电影《宝贝当家》的首映礼；该片于当月29日上映，其饰演的角色为“宝儿”。2017年4月，其参演腾讯视频厨艺节目《拜托了冰箱3》。

## 演艺记录

### 参演电影
| 上映时间      | 名称                 | 角色   | 参考及备注 |
| ------------- | -------------------- | ------ | ---------- |
| 2014年1月31日 | 《爸爸去哪儿大电影》 | 王诗龄 | [ 22 ]     |
| 2015年2月19日 | 《爸爸的假期》       | 王诗龄 | [ 39 ]     |
| 2015年2月19日 | 《澳门风云2》        | 初一   | [ 40 ]     |
| 2016年2月8日  | 《澳门风云3》        | 初一   | [ 47 ]     |
| 2016年7月29日 | 《宝贝当家》         | 宝儿   | [ 50 ]     |

### 音乐作品
| 发行时间       | 名称             | 参考及备注                                                                                                  |
| -------------- | ---------------- | --- |
| 2013年10月11日 | 《爸爸去哪儿》   | 电视节目《爸爸去哪儿1》主题曲；与王岳伦、林志颖、小小志、郭涛、郭子睿、张亮、张悦轩合作演唱                 |
| 2014年1月1日   | 《巴啦啦小魔仙》 | 电影《巴啦啦小魔仙之魔法的考验》主题曲；与王一童                                                            |
| 2014年1月15日  | 《宝贝去哪儿》   | 电影《爸爸去哪儿1大电影》主题曲；与李湘、陈若仪、小小志、叶一茜、田雨橙、李燃、郭子睿、寇静、张悦轩合作演唱 |
| 2015年2月8日   | 《财神到》       | 电影《澳门风云2》推广曲；与草蜢乐队合作演唱                                                                 |
| 2015年2月11日  | 《爸爸的假期》   | 电影《爸爸的假期》主题曲；与小小志、郭子睿、张悦轩合作演唱                                                  |
| 2015年6月24日  | 《栀子花开》     | 电影《栀子花开》推广曲；与何炅、李湘合作演唱                                                                |

### 常驻综艺
| 制作公司       | 节目名称        | 参考及备注       |
| -------------- | --------------- | ---------------- |
| 湖南广播电视台 | 《爸爸去哪儿1》 | 与王岳伦共同参演 |